# Ando Hiroshige

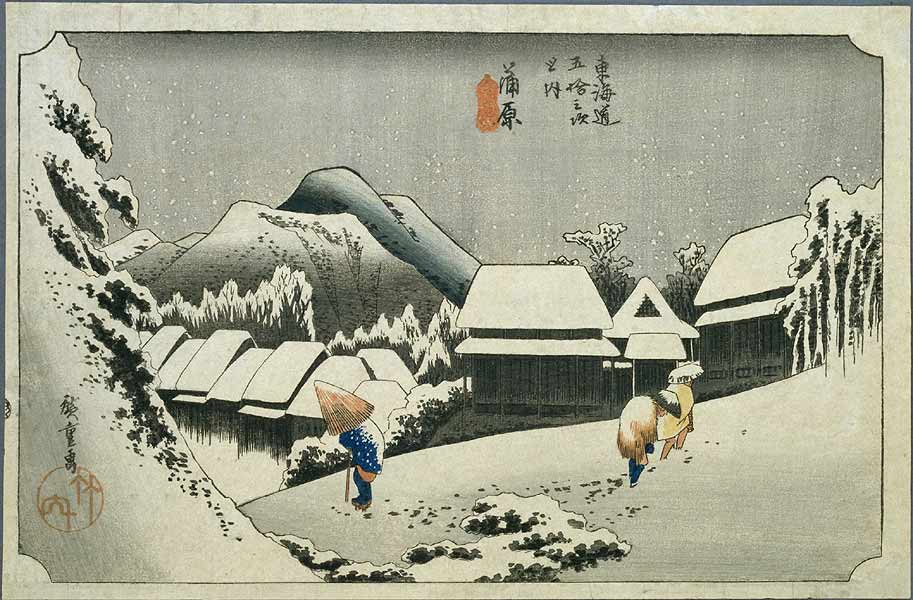
Kanbara, träsnitt från 1833–34

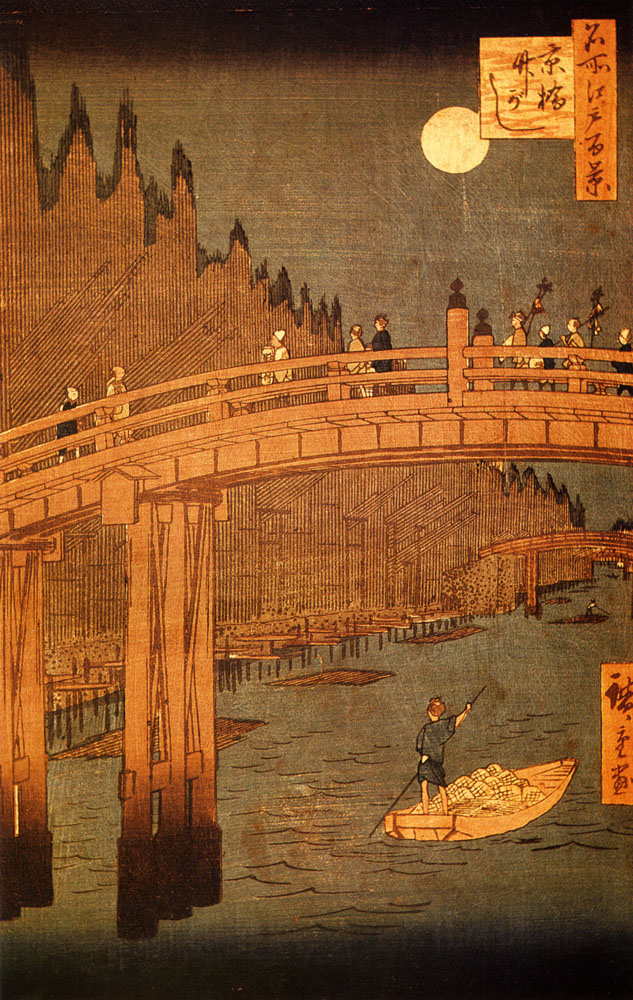
Kyobashibron, träsnitt från 1856–58

Ando Hiroshige, senare Utagawa Hiroshige (japanska: 安藤広重), född 1797 i Edo, död 12 oktober 1858 i Edo, var en japansk konstnär, som speciellt var känd för sina träsnitt med landskap.
Ando Hiroshige var den siste i en generation av stora utövare av ukiyo-e. Han avbildade vardagliga landskap som intima, lyriska scenerier. Detta gjorde honom ännu mer framgångsrik än hans samtida Katsushika Hokusai. Det har sagts att det var Hokusais bilder som först fick Hiroshige att vilja bli konstnär. Han började sin konstnärliga bana som lärling hos Utagawa Toyohiro, en berömd målare. År 1812 tog Hiroshige sin lärares namn och började signera sina verk Utagawa Hiroshige. 
Mellan åren 1811 och 1830 skapade Hiroshige bilder med traditionella motiv, till exempel unga kvinnor och skådespelare. Under de nästkommande femton åren blev han berömd som landskapskonstnär. Hans mästerverk, bildserien Femtiotre raststationer från Tokaido (scener från landsvägen mellan Edo och Kyoto) kom 1833. Han fortsatte med fler högklassiga bildsviter i liknande stil.
Hiroshige och Hokusai dominerade populärkonsten i Japan under 1800-talets första hälft. Hiroshiges arbeten var möjligen inte lika kraftfulla eller nyskapande som Hokusais, men på ett poetiskt och ömsint sätt fångade Hiroshige sinnebilden av det japanska landskapet. Hans produktion var mycket stor; totalt åstadkom han omkring 5 400 verk.

## Eftermäle
Nedslagskratern Hiroshige på planeten Merkurius är uppkallad efter honom.